# ドックはおもちゃドクター
『ドックはおもちゃドクター』(Doc McStuffins)は、ディズニージュニア（ディズニー・チャンネル）、Dlifeで放送されている知育アニメ番組。

## 作品について

### 物語の概要
このアニメは、タイトルにあるように、主人公の女の子・ドックが「おもちゃドクター」として玩具を対象に擬似的な医療活動を展開していく、というのが毎回のあらすじである。
ドックは4つのおもちゃと意思疎通をするために、まず首にぶら下げている聴診器型コンパクトのようなものを使用して（この際の描写は、日本の魔法少女アニメのいくつかと似通っている）それを有効な状態にし、その後彼らの援助を受けつつおもちゃを「治療」していく。

### 放送事情
アメリカ本国での本放送は2012年3月23日開始。第1シーズン終了後の2013年には、スピンオフとして The Doc Files （全10話）が放送された。2019年現在、本国では第5シーズンが放送されている（en:List of Doc McStuffins episodes参照）。
第1シーズンから第3シーズンまでの番組タイトルは Doc McStuffins であるが、第4シリーズからは副題が付されている。第4シーズンは Doc McStuffins: Toy Hospital、第5シーズンは Doc McStuffins: Pet Rescue。

#### 日本における放送
日本のディズニージュニアでの本放送開始は2012年7月7日で、『ムークのせかいりょこう』と同日であった。しかしそれから当分の間、「本作は土日、『ムーク…』は月～金」というスケジュールが定着していたが、同年12月からは本作は平日にも放送されている。
なお、本作の放送時間は（特別枠内においては）放送開始当初からずっと朝9時～9時半であったが、2013年5月19日より『ちいさなプリンセス ソフィア』が放送開始したことに伴い、土日のみ朝9時半～10時に移行し、その後、完全に帯番組の形態になり全日9時半～10時に放送されている。
2013年9月8日に第1期の26話分の初回放送が完結し、それ以後半年ほどは第1期の完全リピート放送であったが、2014年3月から特別枠において第2期がスタートすると同時に、『おたすけマニー』や『ジェイクとネバーランドのかいぞくたち』などに倣って、ショートアニメとしての番外編「ドックのしんさつファイル」も放送を開始する。なお、第1期ではED字幕のうち英語版制作スタッフの表示と同時にドックによる簡単なクイズが出題され、その直後の日本語版制作スタッフ表示時は黒地に白文字という形式であったが、第2期EDではそれらは全て廃止されて背景・字幕のいずれも『ヘンリー・ハグルモンスター』のEDを完全模倣している。
2017年4月1日から、新シリーズ『ドックのおもちゃびょういん』の放送が開始された。これは本国第4シーズン Doc McStuffins: Toy Hospital にあたるが、日本では改題が行われ、話数もリセットされた。

### 番外編『ドックのしんさつファイル』
2014年3月8日から放送開始の本作初の番外編。放送時間は毎回2～3分程度。内容は本編に即したものになっているが、ドックが診察用ノートを開いた瞬間に、従来の3Dから2Dに画面の雰囲気が激変することで、本編との明確な違いを表出している：

①3Dの部分ではドックとハリーの2人しか登場しない。

②3Dの部分ではドックの手指は5本あるが、2D部分では4本になっている。

### 番外編『ドックのできることからはじめよう！』
『…しんさつファイル』につづく、番外編第2弾。今回は2Dのドックがまず登場し、患者としてのおもちゃのリクエストに応えるといった内容。

だが、そのエピソード中に、ラミーやスタッフィーだけでなく、実在の一般家庭の家族および、ソフィア・アンバー・ジェイク・イジーなど（いずれも他作品より）が1コマだけ出てくる（したがって彼らはここではしゃべらない）のが第1弾との最大の違い。

### 挿入歌
1エピソードに1回以上挿入歌が流れるが、エピソード中では字幕で歌詞の文字が表示されることはない。しかし、番宣CM（2種類存在する）においては字幕で表示される。

## キャラクター
☆担当声優は、日/米の順。またデータは2014年9月末現在。

☆おもちゃ達のキャラ紹介の最終段落に、各キャラが経験した病名（カッコ内は話数）を挙げてある。

### おもちゃ病院の関係者
ドック（Doc）
声 - 葛谷知花 /キアラ・ムハンマド
主人公の女の子。6歳。一人称は「あたし」。本名は「ドッティー・マクスタッフィンズ」（Dottie McStuffins）であり、「ドック」とはその「ドッティー」の愛称である。両目と鼻の間に左右1つずつ「∴」型のそばかすがある。
治療の開始時には「おもちゃ病院」と呼ばれている庭内の別棟に駆け込み、「病院を始めます。」と前置きする。
治療時にはほとんど毎回、彼女の手描きの絵を見せながら症状を説明する。また、その際に患者としてのおもちゃに彼女自身の罹病の体験談（発熱など）を話すシーンが時々ある。
「ママのような立派なお医者さんになりたい」という夢があるようだが、第3話Bパートでボッピーを治療した際に「ケガ」と「病気」を混同していて、またリハビリの意味を第14話Bパートで初めて知るなど、本物の医者としてはこれからといえる。
「あたしはお家が恋しい病」（第39話Aパート、自分自身を診察）
「気持ちに余裕がない病」（第53話Aパート、ハリーにより診察）
ラミー（Lambie）
声 - 細野雅世 /ララ・ジル・ミラー
ドックの「おもちゃ病院」で彼女の手伝いをしている（スタッフィー、チリー、ハリーも同様）。ヒツジのぬいぐるみ。一人称は「あたし」。
基本的に2足歩行だが、時々（本来の）4足歩行をするときがある。耳は人間と同じく真横についている。バレリーナでもあり、ピンクのチュチュをつけている。
患者がドックの部屋に来る度に「抱っこしていい？」などと尋ねる癖がある。
「ハートズキズキ病」（第11話Aパート）
不明（第15話Aパート）
スタッフィー（Stuffy）
声 - 下和田ヒロキ、（第1話Bパートで一言だけ）こぶしのぶゆき /ロビー・リスト
青いドラゴンのぬいぐるみ。一人称は「オレ」。第8話Bパートで、ドックの近くにいなかったハリーの代わりにドックに診察用ノートを手渡す際に、容姿に似合わず非力であることが発覚する。
「しっぽペチャンコ病」（第1話Bパート）
不明（第19話Bパート（チリーと同時にハリーに治療される））
チリー（Chilly）
声 - 武田幸史 /ジェス・ハーネル
雪だるまのぬいぐるみ。一人称は「ボク」。室内でもシルクハットとマフラーは決して外さない。第1話Aパートではおもちゃ病院の棚の上に置かれていて、冒頭のシーンでドックと少し会話した程度で、次の第1話Bパートで本格的に登場する。
その紳士的な容姿とは裏腹に、時々おどおどしていて、天然ボケのような発言も度々する。
「ナゾのポツポツ病」（第8話Aパート（ほぼ同時にハリー、キューキュー、バディー、サーフィンガールの4人も））
「寒くてブルブル病」（第17話Aパート）
不明（第19話Bパート（スタッフィーと同時にハリーに治療される））
不明（第21話Bパート）
ハリー（Hallie）
声 - 田村聖子 /ロレッタ・デヴァイン
カバのぬいぐるみ。一人称は「私」。常に赤の縦縞の入ったエプロンを着用していて、赤いフレームのメガネをかけている。昔は「ビー玉の女王」と呼ばれていたらしい（第26話Aパートより）。
第22話Aパートのエピソードで誕生日を迎える。
おもちゃ病院での看護師長を務めていて、ドックがおもちゃを治療している際の段取りによっては、それらを直接治療することがある（第19話Bパートなど）。
「ナゾのポツポツ病」（第8話Aパート（ほぼ同時にチリー、キューキュー、バディー、サーフィンガールの4人も））
「綿でパンパン病」（第21話Bパート）
「うぬぼれカバさん病」（第40話Aパート）
「勇敢な看護師病」（第47話Aパート）
キューキュー（Squeakers）
マンボウのおもちゃ。ドックが治療開始のために聴診器を発動させても唯一しゃべれないので、彼女のアシスタントではないが「おもちゃ病院」のマスコット的存在。
「ナゾのポツポツ病」（第8話Aパート（ほぼ同時にチリー、ハリー、バディー、サーフィンガールの4人も））

### マクスタッフィンズ家の人々
ドニー（Donny）
声 - 里郁美 /ジェイデン・ベッツ
ドックの弟で4歳。ホコリに対するアレルギー体質である。お姉ちゃん同様、彼にも「∴」型のそばかすが同じ場所にある。
持っているおもちゃの数はドックより多く、そのほとんどが乗り物系かアドベンチャー系。しかし、まだ幼いこともあり、遊んだ後のおもちゃの管理方法はいつも不十分である。
パパ（Dad）
声 - こぶしのぶゆき / ゲイリー・アンソニー・ウィリアムズ
フルネームは「マーカス・マクスタッフィンズ」（第45話Aパートで明らかになる）。忙しいママの代わりに、マクスタッフィンズ家の家事などを担当している、いわゆる専業主夫。
ママ（Mom）
声 - 美名 /キンバリー・ブルックス
医者で、自宅（マクスタッフィンズ家）で開業しているが、非常勤で町の病院にいることもある。普段着は緑色シャツ＆Gパンで、仕事時はシャツの上に直接白衣を着ている。
ドックが治療時に手詰まりになったときや彼女自身にトラブルがあったときは彼女をサポートする。
「胸がいっぱい病」（第51話Aパート）
おばあちゃん
声 - 不明
パパのママで赤いメガネをかけている。ドックにおもちゃやぬいぐるみを動けるようにする魔法の聴診器をプレゼントした。おばあちゃんもおばあちゃんのおじいちゃんから魔法の聴診器をもらい、おもちゃドクターをしている。おばあちゃんも魔法の聴診器を持っている。普段は海外を飛び回り、ドックたちにその国のおもちゃや写真をよく送っている。ドックに看護師のハリーを魔法の聴診器と一緒にプレゼントした。ドックはその日をハリーの誕生日としている。
おじいちゃん
アニメには登場していないが、手術についての有用性について説明するために名前だけ登場した。パパとママのどちらのおじいちゃんなのかは不明。
マヤ
声 - 不明
パパとママが養子縁組して家族になったドックとドニーの妹。生まれた日にマクスタッフィンズ家にやってきた。部屋はドックの隣。ドックがマヤのためにお小遣いを貯めて買った赤ちゃん用のぬいぐるみのララが名付け親。名前が決まるまではおばあちゃんに「かわいいアップルパイちゃん」と呼ばれ、ドニーからは「恐竜の目をしたあかちゃん」「キャベツ」という名前はどうかと提案されていた。

### 周りの人々など
エミー（Emmie）
声 - / Kylee Anderson
ドックの1番の親友。右目の上側に2本、黄色の髪留めをしている。マクスタッフィンズ家の隣に住んでいて、ときどき彼女の家に遊びにくる。
第9話Aパート限定で、歌のユニット「キラキラスターシスターズ」を結成。ドックの話によれば、エミーは以前左足を捻挫したことがある（第35話Aパートより）。
アルマ（Alma）
声 - / ケイトリン・カーマイケル 
エミーの妹。時々ドニーやドックと遊んでいる。
エミー＆アルマのママ (Emmie & Alma's Mom)
声 - Chris Nee
町の病院での、ドックのママの同僚。担当声優は当作品の原作も兼任している。
ルカ（Luca）
声 - / Ronan Jacey
ドニーの親友のひとり。第2話Bパートでリカルドと競わせるために、黄色いレーシングカーのおもちゃ（マリオ）をマクスタッフィンズ家に持参する。
ウィル（人間）（Will）
声 - / Jay Gregnani
ドニーの親友のひとり。ルカと顔が似ているが茶髪（ルカは金髪）。※同名のおもちゃが登場するために「（人間）」と付加した。
ヘンリー（Henry）
声 - /カーティス・ハリス
マクスタッフィンズ家の隣に住んでいる（ただし、エミー＆アルマ姉妹とは方向違い）。背丈はドックとほぼ同じくらいで、丸坊主頭。
カルロス（Carlos）
声 - / Elan Garfias
マクスタッフィンズ家の隣に、第82話Aパートまで住んでいた（エミー＆アルマ姉妹及びヘンリーとは方向違い）。
ルーディー（Rudy）
エミー＆アルマ姉妹の飼い犬。第14話Bパートから登場。
ティーシャ（Tisha）
声 - 藤田麻美 /チャイナ・アン・マクレーン
ドックのいとこ。顔はエミーに非常に似ている（髪留めを含む）。第17話Bパートに登場。
マディー (Maddy)
公園でドックと知り合う少女。第27話Aパートに登場。
キャサリン (Catherine)
声 - Mela Lee
ドックの近所に住んでいる女子大生。ファッション・デイジーの元持ち主だが、日々の勉強が忙しいためにデイジーをドックに譲った。第34話Aパートに登場。
ジェイコブ (Jacob)
公園でドックと知り合う少年。第34話Bパートに登場。
ハティー
町の病院の受付を担当している女性。人間キャラでは本作初のメガネキャラ。
ピアリス
町の病院でドックのママの上司と思われる女性医師。
デクラン
声 - Matthew Wayne
エミー＆アルマ母の案内で、ピアリス医師の診察を受けた少年。
ラモーナ
ダートの持ち主の少女。第42話Bパートに登場するが、ドックからそれを返してもらう時に「あなたひょっとしてラモーナじゃない？」と言われ、自分からは彼女に簡単な自己紹介すらしていない。
イアン
ウィル（おもちゃ）の持ち主。
タマラ
ドニーの友達の女の子で、サールの持ち主。
サブリナ
第53話Aパートに登場。激烈なほどのお転婆ぶりで、彼女によって17人ものおもちゃが被害を受けてしまう。
フローレンス・ナイチンゲール
この作品で最初に登場した実在の人物。第58話に登場。
ケリー
ドックと時々遊んでいる。女の子だが髪型は幾分ドニーに似ている。第60話Aパートに登場。
ドックの祖父
第60話Aパートに登場。
ドーン
第82話Bパートから、カルロスの家族が去った直後の空き家に転居してきた女の子。

### 各キャラ所持のおもちゃ

#### ドック所持のおもちゃ
ラミー、スタッフィー、チリー、ハリー
詳細は上記参照。
王様[=パーシー]（Wicked King "Percy"）
声 - 烏丸祐一 / James Buddy Handelson
その名の通り王様の風貌をしている人形。ただし、両腕はない。第18話Bパートのラストシーンで、うっかり口を滑らせて自分の名前が「パーシー」であることを告白した。
「ぴょんぴょん飛び跳ねちゃう病」（第40話Bパート）
リトル・ジャック＆ビッグ・ジャック（Little Jack & Big Jack）
声 - まつだ志緒理＆烏丸祐一 /ノーラン・グールド（リトル） & タイ・バーレル（ビッグ）
びっくり箱二人組で、後者は前者の父親である。
「ポーンと飛び出せない病」（第2話Aパート、リトルのみ）
ニコニコ・スージー（Susie Sunshine）
声 - / Amber Hood
いつもニコニコしているのが特徴的な女の子の人形。
「おめめパッチリ病」（第5話Aパート）
ハーミー（Hermie）
声 - 栗山拓也/ Ari Rubin
カニのおもちゃ。体の下半分に水玉模様のようなポツポツがあるが、この模様はもともと付いていたものである。以前は水族館のおもちゃ売場にいたが、ドックに買い取られて仲間になった。
「カチカチできない病」（第14話Bパート）
ギャビー（Gabby）
詳細は「その他のおもちゃ」での「ギャビー」の項を参照。
マーヴィン（Marvin）
アヒルのおもちゃ。
「ガーガー鳴かない病」（第8話Bパート）
バレン（Valen）
パパ＆ママがバレンタインのプレゼントとしてドックに贈ったハート型の人形。
フーツィー教授（Professor Hootsburgh）
声 - /ラレイン・ニューマン
ミミズクのぬいぐるみ。
「メガネがなくなっちゃった病」（第17話Bパート）
キコ（Kiko）
詳細は「その他のおもちゃ」での「キコ」の項を参照。
ベラ（Bella）
声 - / Jillianne Buescher
バレリーナの人形。
不明（第19話Aパート）
ルーラ（Lula）
声 - /グレイ・デライル
シロイルカのおもちゃ。ドックがママ＆ドニーと一緒に水族館に行った際に購入し、仲間になる。
「早く大きくなりたい病」（第20話Bパート）
ルーイ(Louie)
携帯電話型のおもちゃ。第23話Bパートに登場。幼いドックが携帯電話に興味を示し始めた時、ママが代用品として彼女に買い与えた。
ニッキ
声 杉山あいり / -
ぶたの形をした貯金箱。日本のように太っているわけでなく小柄で、ピエロのような三角帽と襟巻をしている。綺麗なコインが好きで、鼻の上に乗せて吟味してから背中の投入口へ投げ入れている。左足の付け根に蓋があり、そこから貯めたコインを取り出すことができる。汚いコインや紙幣に抵抗を持っていた。

#### ドニー所持のおもちゃ
レニー（Lenny [Engine Nine]）
声 豊川功博 / ジェフ・フィッシャー
消防車のおもちゃ。側面に「9」の数字が書いてあるので、ときどき「エンジン・ナイン」と呼ばれる。気が弱くておっちょこちょい。
「お水カラカラ病」（第1話Aパート）
「ブロンディのいき」（第10話Bパート）
「わらいがとまらない」（第81話Bパート）
リカルド（Ricardo Racecar）
声 - /イアン・ゴメス
レーシングカーのおもちゃ（ランボルギーニ・カウンタック型の外装である）。
「ブルンブルン出ない病」（第2話Bパート）
「恐竜ドスンドスン病」（第10話Aパート）
カービー伯爵（Sir Kirby）
声 - /ロブ・ポールセン
騎士の人形。ドック＆ラミー＆スタッフィーをそれぞれ「マクスタッフィンズ様」＆「ラミー姫」＆「スタッフィー殿」と呼ぶ。ヘルメットの下に鱗模様の頭巾をかぶっている。
「ベトベトくっつき病」（第3話Aパート）
「まっくらビクビク病」（第21話Aパート）
「おどっちゃう病」、「ヘンテコ病」他3つ（第22話Aパート）
「脚が固まっちゃった病」（第40話Aパート）
「バラバラになっちゃった病」（第43話Aパート）
「くるっとねじれちゃった病」（第48話Bパート）
ボッピー（Boppy）
声 - /ジェームズ・アーノルド・テイラー
イヌの姿をしたパンチング人形。
「トゲトゲペチャンコ病」（第3話Bパート）
グスタフ（緑色ワニ）、紫色ワニ、赤色ワニ、黄色ワニ（Gustave & 3 Alligators）
声 - /ステファン・スタントン（グスタフ）
ワニのおもちゃ。
「おなかパンパン病」（第4話Aパート、グスタフのみ）
レイ（Robot Ray）
声 - / ディー・ブラッドリー・ベイカー
ロボットのおもちゃ。
「ビショビショ病」（第7話Bパート）
「吸盤グラグラ病」（第20話Aパート）
グローボ（Glo-Bo）
声 - /ジェームズ・ベルーシ
6本の腕と2本の脚をもつ昆虫のようなおもちゃ。本編登場より先に、第2話のEDで初登場（ザイラも同様）。
「グローボのポツポツ病」（第8話Aパート、「ナゾのポツポツ病」（彼が他のおもちゃに感染させた）より改名）
「ピカピカ光らない病」（第12話Bパート）
ブロンティ(Bronty)
ブロントザウルスのぬいぐるみ。第10話Aパートで初登場（の可能性が高い）。
「恐竜ドスンドスン病」（第10話Aパート（彼の他のおもちゃ達への接触が原因））
不明（第10話Bパート）
「くにゃくにゃしっぽ病」（第29話Bパート）
テディービー（Teddy B）
クマのぬいぐるみ。
「ホコリがいっぱい病」（第11話Bパート）
トレヴァー (Trevor)
第12話Bパートでドックがグローボを診察中に話題に上がり、現時点では名前のみしか登場していない唯一のおもちゃ。
ナイルズ（Niles）
声 - /チャーリー・シュラッター
クレーン車のおもちゃ。以前に1度クレーン部分を損傷してドックに治療されたことがある。
「包帯ベタベタ病」（第18話Bパート）
ウォルター＆グレイシー（Walter & Gracie）
声 - 不明（ウォルター）＆壹岐紹未（グレイシー） /トム・ケニー& グレイ・デライル
いずれもトランシーバーで、スピーカー部分はウォルターがピンク色、グレイシーが黄色。
2つとも第14話Aパートでカメオ出演し、その後の第15話Bパートで本格的に登場。
「アンテナがなくなっちゃった病」（第15話Bパート）
トレメイン（Tremaine）
声 - / James Buddy Handelson
乗り物のおもちゃ。
「模様がかすれちゃった病」（第16話Bパート）
Mr.ガブガブ（Mr. Chomp）
サメのおもちゃ。
不明＆「歯がグラグラ病」（第22話Bパート、2つ同時に発症）
ピート巡査 (Officer Pete)
パトカーのおもちゃ。
「暑くてフラフラ病」（第24話Bパート）
ヒーローマン (Awesome Guy)
スーパーマン風の人形。
「脚が入れ替わってる病」（第25話Bパート）
「腕を使いすぎちゃった病」（第28話Aパート）
ドラゴンロボット (Dragon-Bot)
キコと同じくアクションフィギュアだが、体格はスタッフィーよりわずかに大きく、体色は赤色。
「段ボールが挟まっちゃった病」（第30話Bパート）
クラッシュ艦長 (Commander Crush)
ドニーがサンタさんにお願いしたクリスマスプレゼントのアクションフィギュアのロボット。普段は人型だが、飛行機（戦闘機）に変形可能。
グロリア (Gloria)
ゴリラのおもちゃ。
エッギー (L'il Egghead [Eggy])
声 - Peter MacNicol
その名の通り、卵型の携帯ゲーム機。
「お日さまの下で遊びすぎちゃった病」（第38話Bパート）
リタ (Rita)
声 - Molly Shannon
チーターのおもちゃ。
「キレイなポツポツが体中いっぱい病」（第39話Bパート）
ぴょんぴょんボインゴ
赤いキツネ型のおもちゃ。胴体がバネ仕様になっている。
「バネがねじれちゃった病」（第41話Bパート）
ウーイー (Oooey Gablooey)
青色のヒトデ型のおもちゃ。ドニーがマーカスと一緒にドックの通っている小学校のお祭りに来た際に、彼がお姉ちゃんの勧めで魚釣りゲームをプレイし、その景品としてドックから直々に貰う。
「ネバネバを見るのがこわい病」（第46話Aパート）

#### パパ（マーカス）所持のおもちゃ
セルジュ (Serge)
声 - 西谷修一 /
海の男の恰好をしているおもちゃ。下のウェリントンとともに、第45話Aパートに登場。ずっと昔、マーカスが今のドニーと同じくらいの年頃のときに、彼が特に気に入っていたおもちゃである。
なし（第45話Aパート）
ウェリントン (Wellington)
クジラ型のおもちゃで、セルジュを常時背中に乗せている。

#### ママ所持のおもちゃ
デュード (The Dude)
第45話Bパートに登場。ママが知り合いの子供にプレゼントするために購入したぬいぐるみで、マフラーの色などを除けばチリーとほぼ外見が同じ。

#### マクスタッフィンズ家共同所持のおもちゃ
セバスチャン (Sebestian)
カボチャの入れ物の中に入ってるオバケ型のおもちゃ。飛び出す仕掛けはジャック父子と全く同じ。
「カボチャから飛び出せない病」（第12話Aパート）
ヘーテル＆コウモリのおもちゃ
第12話Aパートのラストシーンで、セバスチャンと親しくなるおもちゃコンビ。前者は魔女型のぬいぐるみ、また後者は名前不明。
手動サッカーゲーム（のメンバー=ジョニー他5人）
6人同時に、第31話Bパートに登場。
セレステ (Celeste)
左手に常時小型プラネタリウムのような球を握っている少女の人形。顔はレイラニにやや似ているが、服装は古代ギリシャ風。また耳の先端が尖っている。
「ビーズが挟まっちゃった病」（第42話Aパート）
ミッツィー (Mitzi)
タコ型のおもちゃ。ただし、足は6本しかない。吸盤の部分から放水できるしくみ。
「小石が詰まって腕がビリビリ病」（第47話Bパート）

#### エミー所持のおもちゃ
ミリー（Millie Microphone）
声 - /リサ・ローブ
カラオケ用マイク付きのCDラジカセ。
「くり返ししゃっくり病」（第9話Aパート）
ブーマー（Boomer）
声 - / Dave B. Mitchell
サッカーボールのおもちゃ。
「空気がシューッと抜けちゃった病」（第13話Bパート）
バブルモンキー（Bubble Monkey）
声 - /ヒンデン・ウォルチ
シャボン玉を生み出すのが得意なサルのおもちゃ。女の子だが、体の色はアンナとは異なり水色。回転可能な台座の上に立っていて、シャボン玉の原液は背中から注入される。
「おなかがベッタリ病」（第19話Bパート）
ペルセポネ姫 (Princess Persephone)
第43話Aパートに登場。愛称はペリーで、プリンセス型の人形。ドックの聴診器発動後に、「女だからって剣が不得意とかいってなめないで」と言いつつ、カービー伯爵と張り合おうとする。

#### アルマ所持のおもちゃ
ザイラ（Xyla）
声 - / ティファニー・ソーントン 
背中に6枚の鍵盤を乗せているテントウムシのおもちゃ。
「鍵盤グラグラ病」（第4話Bパート）
モーモー（Moo Moo）
声 - 八百屋杏 / Colette Whitaker
乳牛のぬいぐるみ。
「雨でびしょぬれ病」（第13話Aパート）
ベン＆アンナ（Ben & Anna）
声 - / Jeffrey Nicholas Brown & Meghan Strange
抱っこが特技のサルのぬいぐるみ。非常に仲が良いが常に一緒にいるとは限らない。体色は2人とも茶色。
「テープが取れちゃった病」（第14話Aパート、ベンのみ）
ピクルス (Pickles)
第26話Bパートに登場。
フリーダ (Frida Fairy)
妖精型のおもちゃ。羽の部分はチョウチョ型と凧型に相互変更可。
「ひらひら飛べない病」（第30話Aパート）
「絡まって結び目ができちゃった病」（第48話Aパート）
ピーチパイ (Peaches Pie)
桃の香りがする人形。第40話Bパートに登場。
「びしょぬれワンちゃん病」（第40話Bパート）
ロージー (Rosie the Rescuer)
救急車型のおもちゃ。車系のおもちゃでは初の女性人格。
「びくびくおどおど病」（第48話Bパート）

#### ルカ所持のおもちゃ
ロンダ（Rescue Ronda）
声 - /カムリン・マンハイム
救助用ヘリコプター。基本的に、自分の危険をかえりみず、他のおもちゃを救うことを最優先に考える性格である。
「トゲチクチク病」（第7話Aパート）
「プロペラパキッと病」（第16話Aパート）
サム (Serpent Sam)
ヘビのおもちゃ。第43話Bパートで初登場。
「王様を飲み込んじゃった病」（第46話Bパート）

#### ウィル（人間）所持のおもちゃ
バディー（Buddy）
声 - / ジェス・ハーネル
工事用資材運搬専用のトラック。リゴーとは大親友。第28話Aパートで誕生日を迎える。
「ナゾのポツポツ病」（第8話Aパート（ほぼ同時にチリー、ハリー、キューキュー、サーフィンガールの4人も））。
リゴー（Riggo）
声 - /デニス・ファリナ
ショベルカー。バディーとは大親友。
「砂がギューッと詰まっちゃった病」（第9話Bパート）

#### ヘンリー所持のおもちゃ
オーロラ（Aurora）
声 - / ラレイン・ニューマン
望遠鏡のおもちゃ。第6話Bパートに登場。
空手カンガルー（=シドニー＆アンガス）（Sydney & Angus the Karate Kangaroos）
その名のとおり、空手をするカンガルーで、ベン＆アンナと同様に、いつも2匹一緒にいる。また2匹とも対戦時に防御用の的（というより盾）を所持している。
「心の準備ができていない病」（第33話Bパート）

#### カルロス所持のおもちゃ
スター・ブレイザー・ゼロ（Star Blazer Zero）
声 - / ジョン・マイケル・ヒギンズ
ロケットに乗っている宇宙人の宇宙飛行士の人形。心臓は右足の裏側にある。口癖は「何てこった！」。第5話Bパートで初登場するが、第82話Aパートを最後に出てこなくなる。
「手（または腕）と脚が離れちゃった病」（第5話Bパート）
「ヘルメットがブカブカ病」（第51話Bパート）
ウィルバー＆オーヴィル（Willbur & Orville）
声 - David Kaufmann & Sam Rieget
模型飛行機の兄弟。第35話Bパートに登場。名前の由来はライト兄弟から。

#### ティーシャ所持のおもちゃ
フーツィー教授（Professor Hootsburgh）
詳細は「ドック所持のおもちゃ」での「フーツィー教授」の項を参照。

#### ドーン所持のおもちゃ
フェリス
タキシードのような礼服とシルクハットで正装したブタの人形。スター・ブレイザー・ゼロが姿を消したために気落ちしていたクラッシュ艦長の新たな友達となる。

#### スタッフィー所持のおもちゃ
フワコロ
犬に見えるぬいぐるみ

#### その他のおもちゃ
ギャビー（Gabby）
声 - /レイシー・シャベール
キリンのぬいぐるみ。元はマクスタッフィンズ家の近所のゲーセン内にあるクレーンゲームの景品であった。
「ビリビリ破れた病」（第6話Aパート）
サーフィンガール（Surfer Girl）
声 - / グレイ・デライル
その名の通り、サーフィン用水着を着てる少女の人形。
「ナゾのポツポツ病」（第8話Aパート（ほぼ同時にチリー、ハリー、キューキュー、バディーの4人も））
キコ（Kiko）
声 - /ジャニス・カワイ
アクションフィギュア。おかっぱ頭で上にゴーグルを乗せていて、服装も動きやすい仕様になっている。
「筋肉カチカチ病」（第18話Aパート）
メリンダ (Melinda the Mermaid)
人魚型のおもちゃ。お尻のあたりにあるねじの存在を知らなかったり、泳ぎ方を知らなかったせいでプールの底に沈んでしまった。別な回では、ラミーが演出をした水中バレエショーの練習中、逆立ちのせいで身体に水が溜まってしまった。
不明（第23話Aパート）
ペニーと子供たち (Penny and the 3 Possums)
ポッサムの母親と子供3匹。一家総出で第26話Aパートに登場。
ノートン (Norton)
ネズミのおもちゃ。第27話Aパートに登場。
トバイアス (Tobias)
第32話に登場。妖精型のおもちゃだが、普段は北極にいるサンタさんの手伝いでクリスマスプレゼントの配達をしていて、それゆえにドックの聴診器発動に関係なく行動できる。また全てのおもちゃの中で最も体が大きく、ドニーとほぼ同じ体格。
レイラニ（Leilani）
声 - Liza Del Mundo
キコに続く、おばあちゃんのおみやげのおもちゃ第2弾。フラを踊ることが専門の人形。
「フラダンス踊れない病」（第33話Aパート）
ファッション・デイジー（Dress-Up Daisy）
声 - Lexi Glouberman
名前の通りの着せ替え人形だが、意外にもスポーツなども得意で、第35話Aパートでは空手着を着用したままでローラースケートを実践し、第51話Bパートではスター・ブレイザー・ゼロの持参した改造バイクを試乗した際に自在に乗り回していた。
「足がグラグラ病」（第34話Aパート）
「ヒビが入っちゃった病」（第35話Aパート）
「ティアラくっつき病」（第53話Aパート、なお同話でサブリナにより被害を被った17人のおもちゃの中で病名が明らかなのは彼女だけ）
スティーブ (Super Stuntman Steve)
スタントマン風の人形で、常時バイクに乗っている。第34話Bパートに登場。
ドリー
声 - Alexandra Ryan
モートン
カール・チャガチャッグ
ファビオ (Flavio)
以上の4つとも、町の病院の子供用待合室に置かれていた。順にプリンセス風の人形、ライオンのぬいぐるみ、電車型のおもちゃ、両腕のないスキンヘッドの人形（そのスキンヘッドの部分から線状の粘土が大量に出てくる）。
「ベタベタポツポツ病」（第38話Aパート（ファビオが他の3人に感染させた））
ダート (Dart)
ユニコーン型のおもちゃ。マラソンコースの路上に落ちていたが、ドックがそれにつまずき、彼女が捻挫する原因になった。
「脚が折れちゃった病」（第42話Bパート）
ウィル（おもちゃ） (Wildlife Will)
冒険家風の人形でワニが好き。ドックたちと初対面のときには、下半身が失くなっていた。
「部品がなくなっちゃった病」（第44話Aパート）
サーラ (Southwest Sal)
カウガールの人形で、ウシの風貌をしてるがモーモーよりずっとスリム体型。
「バネが壊れちゃった病」（第44話Bパート）
カーリー・Q (Curly Q)
第51話Aパートに登場。ドリーやファビオなどの友達の少女の人形で、アフロ風の髪型。
ピップ（第58話）
バーナード
なんてこった提督
コケコッコー
以上4つは、いずれもフローレンスの所持している人形たち。順に、メイド風人形、左目を失ったクマのぬいぐるみ、海賊のボス風人形、（その名の通り）ニワトリ型のおもちゃ。フローレンスが彼らを用いてあそんでいるうちに、損傷が目立つようになったが、彼女は治し方を知らなかったためにやむなく放置されていたが、突然の「訪問者たち」によって全員完治した。　※ピップについては、第26話Aパート登場のポッサムのぬいぐるみとは同名なだけで無関係。
ケイ・コーチ
ケリーが所持している人形で、スポーツインストラクターの風貌をしている。
ファッション・デグラン
ファッション・デイジー同様おしゃれが大好きな着せ替え人形。看護師としての知識もあり、看護師の格好が一番落ち着くと話していた。
ジリアン
もともとは絵本のキャラクターで、身長はドックよりも大きい。片足で大量のブロックを使用しているお城を壊せるほど力も強く、本人はそれを気にして診察の途中逃げ出してしまう。正義感が強く、木から落ちそうになり、さらにエミーの飼い犬ルビーに襲われそうになっていたフーツィー教授をドックの代わりに助けた。
ジョニ
エミー所有のポニーのおもちゃ。ショーが好きでショーの花形スター。長いたてがみをよく脚に絡ませていたが、一度もたてがみを短くしたことがなかったため、ドックたちにたてがみを短くするように勧められても逃げ出してしまっていた。ラミーをケガさせてしまった責任感からショーをあきらめたが、たてがみを短くすれば安全にショーができると勧められ、ようやくたてがみを短くする決心をした。
ステラ
ドックがパパと一緒に出場した自転車のレースの賞品の自転車に乗った人形。レースが好きだが、勝つことを優先するあまり危険運転が目立ち、他のおもちゃにも危険にさらしていた。
ララ
ドックが妹マヤのためにお小遣いを貯めて買った赤ちゃん用のコアラのおもちゃ。背中に柵につけるためのマジックテープがついている。マヤの名付け親でもある。眠っていたマヤにあまり上手ではない笛の演奏を聞かせて泣かせてしまうなど、赤ちゃんのお世話についての知識があるかどうかは不明。
パンドラ、ディクシー、スナックス
上からパンダ、妖精、ハリネズミのおもちゃ。ドックの妹マヤのために用意されたおもちゃ。

### 「100エーカー のもりへ!」のゲスト
日本では2017年7月30日にディズニーチャンネルで初放送。
プーさん
声 - ジム・カミングス、日 - かぬか光明
ティガー
声 - ジム・カミングス、日 - 玄田哲章
ピグレット
声 - Travis Oates、日 - 小形満
イーヨー
声 - ピーター・カレン、日 - 石塚勇
クリストファー・ロビン
声 - オリバー・ベル、日 - 不明

## サブタイトル一覧
「患者」の欄に書いてあるキャラ名は、当該エピソードでドックに直接治療されたおもちゃの名前。それらの病名などは、上記参照。
| #       | タイトル 原題                                                               | 救った患者さん                                                         | 日本初放送日  |
| ------- | --------------------------------------------------------------------------- | ---------------------------------------------------------------------- | ------------- |
| 1       | がんばれ しょうぼうしゃレニー！ Engine Nine, Feelin' Fine!                  | レニー                                                                 | ?             |
| 1       | ゆうかんな スタッフィー The Right Stuff                                     | スタッフィー                                                           | ?             |
| 2       | とびだせ リトル・ジャック！ Out Of The Box                                  | リトル・ジャック                                                       | ?             |
| 2       | レースカーのリカルド Run Down Race Car                                      | リカルド                                                               | ?             |
| 3       | きしのカービー Knight Time                                                  | カービー伯爵                                                           | ?             |
| 3       | おきあがれ ボッピー！ A Bad Case Of The Pricklethorns                       | ボッピー                                                               | ?             |
| 4       | ぱくぱくワニさん Gulpy,Gulpy Gators!                                        | グスタフ                                                               | ?             |
| 4       | うたえない もっきん One Note Wonder                                         | ザイラ                                                                 | ?             |
| 5       | ふきげんなスージー Tea Party Tantrum                                        | ニコニコ・スージー                                                     | ?             |
| 5       | ロケットはっしゃ Blast Off!                                                 | スター・ブレイザー・ゼロ                                               | ?             |
| 6       | ゲームセンターのぼうけん Arcade Escapade                                    | ギャビー                                                               | ?             |
| 6       | ながれぼしの よる Starry, Starry Night                                      | オーロラ                                                               | ?             |
| 7       | ヘリコプターのロンダ しゅつどう！ Rescue Ronda, Ready For Takeoff           | ロンダ                                                                 | ?             |
| 7       | うごかなくなった ロボット All Washed Up                                     | レイ                                                                   | ?             |
| 8       | びょうきが うつっちゃう！？ Caught Blue-Handed                              | チリー、キューキュー、バディー、ハリー、サーフィンガール               | ?             |
| 8       | マーヴィンの こえ To Squeak, Or Not to Squeak                               | マーヴィン                                                             | ?             |
| 9       | しゃっくりが とまらない A Good Case Of The Hiccups                          | ミリー                                                                 | ?             |
| 9       | はたらく くるま Stuck Up                                                    | リゴー                                                                 | ?             |
| 10      | おおきなブロンティ Bronto Boo-Boos                                          | スタッフィー、グローボ、リカルド、サーフィンガール、王様、カービー伯爵 | ?             |
| 10      | ブロンティのいき Brontosaurus Breath                                        | ブロンティ                                                             | ?             |
| 11      | バレンタインのパーティー My Huggy Valentine                                 | ラミー                                                                 | ?             |
| 11      | さみしいテディービー Dusty Bear                                             | テディービー                                                           | ?             |
| 12      | ハロウィーンの おばけ Boo-Hoo to You!                                       | セバスチャン                                                           | ?             |
| 12      | ひからないグローボ It's Glow Time                                           | グローボ                                                               | ?             |
| 13      | ずぶぬれのモーモー Blame It On The Rain                                     | モーモー                                                               | ?             |
| 13      | はずまないボール Busted Boomer                                              | ブーマー                                                               | ?             |
| 14      | なかよしのベンとアンナ Ben/Anna Split!                                      | ベン                                                                   | ?             |
| 14      | ハーミーのハサミ That's Just Claw-Ful                                       | ハーミー                                                               | ?             |
| 15      | やぶれたラミー The Rip Heard Round The World                                | なし                                                                   | ?             |
| 15      | トランシーバーをさがせ Walkie Talkie Time                                   | ウォルター                                                             | ?             |
| 16      | ロンダのプロペラ Rest Your Rotors, Ronda!                                   | ロンダ                                                                 | ?             |
| 16      | かっこいいトラック Keep On Truckin'                                         | トルメイン                                                             | ?             |
| 17      | ゆきであそぼう！ Chilly Gets Chilly                                         | スタッフィー、ラミー、チリー                                           | ?             |
| 17      | ミミズクのフーツィー Through The Reading Glasses                            | フーツィー教授                                                         | ?             |
| 18      | おともだちが やってきた！ The New Girl                                      | キコ                                                                   | ?             |
| 18      | ナイルズの ほうたい Wrap It Up                                              | ナイルズ                                                               | ?             |
| 19      | バレリーナのベラ Break Dancer                                               | ベラ                                                                   | ?             |
| 19      | きえたシャボンだま Bubbly Monkey                                            | バブルモンキー                                                         | ?             |
| 20      | キャンプへいこう！ Out In The Wild                                          | レイ                                                                   | ?             |
| 20      | ちいさいシロイルカ A Whale Of A Time                                        | ルーラ                                                                 | ?             |
| 21      | おとまりパーティー The Dark Knight                                          | カービー伯爵                                                           | ?             |
| 21      | ハリーの みみ Hallie Gets An Earful                                         | チリー、ハリー                                                         | ?             |
| 22      | ハリーの おたんじょうび Hallie's Happy Birthday                             | ハリー                                                                 | ?             |
| 22      | サメって こわい？ Shark-Style Toothache                                     | Mr.ガブガブ                                                            | ?             |
| 23      | およげない にんぎょ Get Set to Get Wet                                      | メリンダ                                                               | ?             |
| 23      | こえのおおきなルーイ Loud Louie                                             | ルーイ                                                                 | ?             |
| 24      | びょうきになったドック Doctoring the Doc                                    | なし                                                                   | ?             |
| 24      | パトカーのピート Hot Pursuit                                                | ピート                                                                 | ?             |
| 25      | げんきのないスタッフィー Un-bur-able                                        | スタッフィー                                                           | ?             |
| 25      | みんなのヒーロー Righty-on-Lefty                                            | ヒーローマン                                                           | ?             |
| 26      | まいごのピップ Awesome Possums                                              | ペニー                                                                 | ?             |
| 26      | アルマのウサギ The Bunny Blues                                              | ピクルス                                                               | ?             |
| 27      | おもちゃびょういんを はこぼう Doc McStuffins Goes McMobile                  | ノートン                                                               | ?             |
| 27      | リトル・ジャックのちょうせん Chip Off the Ol' Box                           | ビッグ・ジャック                                                       | ?             |
| 28      | ちからもちのヒーローマン Awesome Guy's Awesome Arm                          | ヒーローマン                                                           | ?             |
| 28      | がっこうに いきたい！ Lamb in a Jam                                         | ラミー                                                                 | ?             |
| 29      | ドックがいない おもちゃびょういん Diagnosis Not Even Close-Is               | レイ                                                                   | ?             |
| 29      | ブロンティの まがったシッポ Bronty's Twisted Tail                           | ブロンティ                                                             | ?             |
| 30      | とべなくなった ようせいのフリーダ Frida Fairy Flies Again                   | フリーダ                                                               | ?             |
| 30      | ふたりのドラゴン A Tale Of Two Dragons                                      | ドラゴンロボット                                                       | ?             |
| 31      | ピンクのチリー Think Pink                                                   | チリー                                                                 | ?             |
| 31      | サッカーのてんさいジョニー You Foose, You Loose                             | ジョニー                                                               | ?             |
| 32      | すてきなクリスマスにしよう A Very McStuffins Christmas                      | クラッシュ艦長                                                         | ?             |
| 33      | フラダンス・パーティー Leilani's Lu'au                                      | レイラニ                                                               | ?             |
| 33      | からてカンガルー Karate Kangaroos                                           | シドニー、アンガス                                                     | ?             |
| 34      | ドック・カートのでばん Doc To The Rescue                                    | ファッション・デイジー                                                 | ?             |
| 34      | あたまに ごようじん！ Don't Knock The Noggin'                               | スティーブ                                                             | ?             |
| 35      | あこがれのすてきなおもちゃ Disco Dress Up Daisy                             | ファッション・デイジー                                                 | ?             |
| 35      | ひこうきのきょうだい Glider Brothers                                        | ウィルバー                                                             | ?             |
| 36      | ふたりは なかよし？ Kirby and the King                                      | カービー伯爵、王様=パーシー                                            | ?             |
| 36      | おはながグズグズのバブルモンキー Bubble Monkey, Blow Your Nose!             | バブルモンキー                                                         | ?             |
| 37      | ぺちゃんこのフーツィーきょうじゅ Professor Pancake                          | フーツィー教授                                                         | ?             |
| 37      | グロリアの かゆいおなか You Crack Me Up                                     | グロリア                                                               | ?             |
| 38      | みんなを えがおにしたい！ The Doctor Will See You Now                       | ドリー、モートン、カール・チャガチャッグ                               | ?             |
| 38      | クイズで しょうぶしよう L'il Egghead Feels The Heat                         | エッギー                                                               | ?             |
| 39      | はじめてのおとまりかい The Big Sleepover                                    | なし                                                                   | ?             |
| 39      | ポツポツもようのチーター No Sweetah Cheetah                                 | リタ                                                                   | ?             |
| 40      | だいスターのハリー Big Head Hallie                                          | ハリー                                                                 | ?             |
| 40      | あまいかおりのピーチパイ Peaches Pie, Take A Bath!                          | ピーチパイ                                                             | ?             |
| 41      | アルの きびしいくんれん Training Army Al                                    | アル                                                                   | ?             |
| 41      | びょんびょんボインゴの おおきなジャンプ Sproingo Boingo Takes the Leap      | びょんびょんボインゴ                                                   | ?             |
| 42      | セレステと おほしさま Celestial Celeste                                     | セレステ                                                               | ?             |
| 42      | マラソンたいかいに でたい！ Run, Doc, Run!                                  | ???                                                                    | ?             |
| 43      | カービーはくしゃくと ゆうかんなおひめさま Sir Kirby and the Plucky Princess | カービー伯爵                                                           | ?             |
| 43      | みずかけゲームで あそぼう Serpent Sam Makes a Splash                        | サム                                                                   | ?             |
| 44      | ぼうけんが だいすきなウィル Crikey! It's Wildlife Will!                     | ウィル（おもちゃ）                                                     | ?             |
| 44      | なげなわが とくいなカウガール Rootin' Tootin' Southwest Sal                 | サール                                                                 | ?             |
| 45      | パパのおもいでのおもちゃ Dad's Favorite Toy                                 | ウェリントン                                                           | ?             |
| 45      | かんぺきな ゆきだるま Chilly and the Dude                                   | チリー                                                                 | ?             |
| 46      | ウーイーの あおいネバネバ Oooey Gablooey Springs A Leak                     | ウーイー                                                               | ?             |
| 46      | おなかのなかの おうさま There's a King in Your Tummy                        | サム                                                                   | ?             |
| 47      | あらしが きた！ The Big Storm                                               | ハリー                                                                 | ?             |
| 47      | バシャバシャミッツィー Spritzy Mitzi                                        | ミッツィー                                                             | ?             |
| 48      | からまった たこいと A Fairy Big Knot                                        | フリーダ                                                               | ?             |
| 48      | きゅうきゅうしゃのロージー Rosie the Rescuer                                | カービー伯爵、ロージー                                                 | ?             |
| 49      | ペンギンのピカピカの かがみ Mirror, Mirror on My Penguin                    | ???                                                                    | ?             |
| 49      | やさしいモンスター Hide and Eek!                                            | チャーリー                                                             | ?             |
| 50      | わるいおうさまと いじわるなじょおうさま The Wicked King and The Mean Queen  | ???                                                                    | ?             |
| 50      | はしれ！テシー Take a Stroll                                                | テシー                                                                 | ?             |
| 51      | おしごとけんがくに いこう！ Take Your Doc to Work Day                       | カーリーQ                                                              | ?             |
| 51      | ゼロの ヘルメット Blazer's Bike                                             | スター・ブレイザー・ゼロ                                               | ?             |
| 52      | ヘーゼルの おとまりかい Hazel Has a Sleepover                               | ヘーゼル                                                               | ?             |
| 52      | ブロンティと べたべたシロップ My Breakfast with Bronty                      | ブロンティ                                                             | ?             |
| 53      | かんじゃさんが いっぱい！ Doc's Busy Day                                    | 総勢17人                                                               | ?             |
| 53      | きちんとルールを まもろう Wrong Side of the Law                             | ???                                                                    | ?             |
| 54      | ドキドキしちゃう Shell Shy                                                  | ???                                                                    | ?             |
| 54      | へんしんが とまらない！ Commander No                                        | クラッシュ艦長                                                         | ?             |
| 55      | おもちゃのおいしゃさんに なりたい！ Mcstuffins School Of Medicine           | カービー伯爵、レイ、スタッフィー                                       | ?             |
| 55      | スーパージャンプ・ビョンビョンたい The Super Amazing Ultra Hoppers          | ???                                                                    | ?             |
| 56      | いらいらコウモリのクラレンスはくしゃく The Flimsy Grumpy Bat                | クラレンス                                                             | ?             |
| 56      | ルビーは さいこうのロックスター Rockstar Ruby and the Toys                  | ルビー                                                                 | ?             |
| 57      | よそみを しないで Crash Course                                              | トニー                                                                 | ?             |
| 57      | うちゅうの たんけんかルナ Luna on the Moon-a                                | ルナ2200                                                               | ?             |
| 58      | あこがれのナイチンゲール Let the Nightingale Sing                           | ピップ、バーナード、なんてこった提督、コケコッコー                     | ?             |
| 59      | だっこが できない！ A Day Without Cuddles!                                  | ラミー                                                                 | ?             |
| 59      | ステキな まんげきょう Collide-o-scope                                       | キアラ                                                                 | ?             |
| 60      | ひびけ！コーチのふえ Getting to the Heart of Things                         | コーチ                                                                 | ?             |
| 60      | ひやけをしたブロンティ Toy in the Sun                                       | ブロンティ                                                             | ?             |
| 61      | せかいいっしゅう しよう！ Fully in Focus                                    | スチューイ                                                             | ?             |
| 61      | ちょきんばこのニッキ Picky Nikki                                            | ニッキ                                                                 | ?             |
| 62      | ペットの おいしゃさん Fetchin' Findo                                        | ファインド                                                             | ?             |
| 62      | ふたごの おもちゃ Twin Tweaks                                               | くるりん双子のチャズ、ジャズ                                           | ?             |
| 63      | さんびきの こやぎたち Three Goats A'Cuddlin'                                | ウィルマ、ナーラ、タルーラ                                             | ?             |
| 63      | すいちゅうバレエショー Swimmer's Belly                                      | メリンダ                                                               | ?             |
| 64      | スタッフィーの ともだち A Dragon's Best Friend                              | フワコロ                                                               | ?             |
| 65      | スタッフィーとフワコロ Stuffy & Squibbles                                   | フワコロ                                                               | ?             |
| 65      | じょおうさまはリーダー Queen Of Thrones                                     | いじわるな女王様                                                       | ?             |
| 66      | チクチクする おなか A Big Pain in Teddy's Tummy                             | テディービー                                                           | ?             |
| 66      | プールで あそぼう Slip'n Slide                                              | スタッフィー                                                           | ?             |
| 68      | どうぶつびょういんに いこう Take Your Pet to the Vet                        | なし                                                                   | ?             |
| 68      | かんちょうは どっち？ Master and Commander                                  | クラッシュ艦長、スター・ブレイザー・ゼロ                               | ?             |
| 69      | ピンクのキッチン Top Lamb                                                   | ラミー                                                                 | ?             |
| 69      | おちついて たべよう Molly Molly Mouthful                                    | モリーモリー                                                           | ?             |
| 70      | ひこうきのりのベス Itty Bitty Bess Takes Flight                             | ベス                                                                   | ?             |
| 70      | はこの そとへ！ Boxed In                                                    | フローラ                                                               | ?             |
| 71      | ドックの こわいゆめ Doc's Dream Team                                        | なし                                                                   | ?             |
| 71      | チリーはチリー Filling Chilly                                               | チリー                                                                 | ?             |
| 72      | おしゃべりな あし Huggable Hallie                                           | ハリー                                                                 | ?             |
| 72      | ぴょんぴょんパウロ Pop-Up Paulo                                             | パウロ                                                                 | ?             |
| 73      | がっこうへ いこう！ Nurse's Office                                          | チリー                                                                 | ?             |
| 73      | ムズムズのなぞ A Case of the Glitters                                       | ラミー、スタッフィー、チリー、ファッション・デイジー                   | ?             |
| 74      | ホワイトハウスで おもちゃびょういん Doc McStuffins Goes to Washington       | タビア                                                                 | ?             |
| 74      | いきがゼーゼー Winded Winnie                                                | ウィニー                                                               | ?             |
| 75      | みんなの にがおえ Lambie Gets the Linties                                   | ラミー、                                                               | ?             |
| 75      | バレリーナに なりたい！ Moo-Moo's Tutu Boo Boo                              | モーモー                                                               | ?             |
| 76      | カチコチのウーイー Snowy Gablooey                                           | ウーイー                                                               | ?             |
| 76      | アイスホッケー Gooooal!                                                     | カービー伯爵                                                           | ?             |
| 77      | マジシャンのディミトリ Demitri the Dazzling!                                | キャロット                                                             | ?             |
| 77      | ラミーのペット Smitten With a Kitten                                        | ニャーニャー                                                           | ?             |
| 78      | フワコロは どこ？ The Search for Squibbles                                  | フワコロ                                                               | ?             |
| 78      | キツネザルが いっぱい！ Factory Fabulous                                    | ワイアット\                                                            | ?             |
| 79      | おしゃれなデクラン The New Nurse                                            | ファッション・デイジー                                                 | ?             |
| 79      | ブラブラのボタン Chilly's Loose Button                                      | チリー                                                                 | ?             |
| 80      | おしゃべりセイディ Say It Again, Sadie                                      | セイディ                                                               | ?             |
| 80      | セルジュの うちゅうせん Mind Over Matter                                    | セルジュ                                                               | ?             |
| 81      | ゆうしょうカップ Kirby's Derby                                              | ポニー・ブルー                                                         | ?             |
| 81      | わらいが とまらない Ticklish Truck                                          | レニー                                                                 | ?             |
| 82      | しんゆうの ひっこし Blast Off to the Unknown!                               | スター・ブレイザー・ゼロ                                               | ?             |
| 82      | あたらしいパートナー Bust A Move                                            | フェリス                                                               | ?             |
| 83      | うちゅうの しんゆう Space Buddies Forever!                                  | クラッシュ艦長                                                         | ?             |
| 83      | ルナの たんけんロボット Liv Long and Pawsper                                | オリビア01970                                                          | ?             |
| 84      | あかちゃんの おせわ Baby McStuffins                                         | なし                                                                   | ?             |
| 84      | みんなで たすけあおう Selfless Snowman                                      | ピクルス、チャーリー                                                   | ?             |
| 85      | セント・パトリックの ひ St. Patrick's Day Dilemma                           | フィオナ                                                               | ?             |
| 85      | おおきなジリアン A Giant Save                                               | ジリアン                                                               | ?             |
| 86      | ドニーの いえで Runaway Love                                                | ラミー                                                                 | ?             |
| 86      | ステラの じてんしゃレース Tour De McStuffins                                | ステラ                                                                 | ?             |
| 87      | おもちゃの せんせい Hooty's Duty                                            | フーツィー教授                                                         | ?             |
| 87      | おうさまが おうさまじゃない？ A Cure for a King                             | 王様                                                                   | ?             |
| 88      | ようこそ あかちゃん Bringing Home Baby                                      | スタッフィー                                                           | ?             |
| 89      | あかちゃんの なまえ Baby Names                                              | ララ                                                                   | ?             |
| 89      | おやすみララ Night Night, Lala!                                             | ララ                                                                   | ?             |
| 90      | デイジーの すいじょうスキー The Lady in the Lake                            | ファッション・デイジー                                                 | ?             |
| 90      | くろおびが ほしい! Black Belt Kangaroos                                     | シドニー                                                               | ?             |
| 91      | ジョニの たてがみ Joni the Pony                                             | ジョニ                                                                 | ?             |
| 91      | ねむれないスタッフィー Sleepless in Stuffyland                              | スタッフィー                                                           | ?             |
| 92      | ドラゴン・テニス The Scrapiest Dragon                                       | スタッフィー                                                           | ?             |
| 92      | おもちゃうんどうかい Going for Broke                                        | ヒーローマン                                                           | ?             |
| 93-94   | マクスタッフィンズタウンへようこそ                                          |                                                                        | 2017年4月1日  |
| 95      | おいしゃさんの がっこう                                                     |                                                                        |               |
| 95      | スタッフィーの とくいなこと                                                 |                                                                        |               |
| 96      | ラミーと あかちゃんたち                                                     |                                                                        |               |
| 96      | うけつけの おしごと                                                         |                                                                        |               |
| 97      | よつごのあかちゃんが やってきた                                             |                                                                        |               |
| 97      | はじめての きゅうきゅうしゃ                                                 |                                                                        |               |
| 98      | さいこうの かんごしさん                                                     |                                                                        |               |
| 98      | ラスティを たすけだそう                                                     |                                                                        |               |
| 99      | はじめての おふろ                                                           |                                                                        |               |
| 99      | わがままな かんじゃさん                                                     |                                                                        |               |
| 100     | スノードームの なかまたち                                                   |                                                                        |               |
| 100     | こえがガラガラ                                                              |                                                                        |               |
| 101     | びょうきの しんだんをしよう                                                 |                                                                        |               |
| 101     | ケイティのカラオケショー                                                    |                                                                        |               |
| 102     | ニッキと きゅうきゅうちりょうしつ                                           |                                                                        |               |
| 102     | カービーのパートナー                                                        |                                                                        |               |
| 103     | ボッピーの たんじょうびパーティー                                           |                                                                        |               |
| 103     | かんじゃさんを げんきにするペット                                           |                                                                        |               |
| 104     | しちょうさんの おはなし                                                     |                                                                        |               |
| 104     | みずうみの かいぶつ                                                         |                                                                        |               |
| 105     | あんぜんに どうろをわたろう                                                 |                                                                        |               |
| 105     | プレゼントきゅうしゅつさくせん                                              |                                                                        |               |
| 106     | びょういんぎらいのカミーユ                                                  |                                                                        |               |
| 106     | ウィローの おヒゲ                                                           |                                                                        |               |
| 107     | 100エーカーの もりへ！                                                      |                                                                        | 2017年7月30日 |
| 108     | ヒラリーと もうどうけん                                                     |                                                                        |               |
| 108     | ビクビクのフワコロ                                                          |                                                                        |               |
| 109     | げんきらんらんガス                                                          |                                                                        |               |
| 109     | トリケラトプスの きしゃ                                                     |                                                                        |               |
| 110     | ゆうかんなハンナ                                                            |                                                                        |               |
| 110     | ペットに あいさつしよう                                                     |                                                                        |               |
| 111     | しごとを こうかんしてみよう                                                 |                                                                        |               |
| 111     | おしろの おとまりかい                                                       |                                                                        |               |
| 112     | クラレンスはくしゃくの だいぼうけん                                         |                                                                        |               |
| 112     | プレゼントを つくろう                                                       |                                                                        |               |
| 113     | あかちゃんに へんしんしちゃった！                                           |                                                                        |               |
| 114     | まえもって じゅんびしよう                                                   |                                                                        |               |
| 114     | アヒルの おいしゃさん？                                                     |                                                                        |               |
| 115     | やせいの どうぶつ                                                           |                                                                        |               |
| 115     | ダンスマラソン                                                              |                                                                        |               |
| 116     | ほんとうの きんきゅうじたい                                                 |                                                                        |               |
| 116     | しんゆうの おみまい                                                         |                                                                        |               |
| 117     | せんしゅに なりたい                                                         |                                                                        |               |
| 117     | フラダンスが おどれない                                                     |                                                                        |               |
| 118     | みんなに やさしいまち                                                       |                                                                        |               |
| 118     | ロッキーの おうちをさがそう                                                 |                                                                        |               |
| 119-120 | ハイパーレスキュー しゅつどう！                                             |                                                                        | ?             |
| 121     | ペットレスキュー たんじょう!                                                |                                                                        | ?             |
| 122     | みんなにペットを                                                            |                                                                        | ?             |
| 123     | クリスマスをやりなおそう！                                                  |                                                                        | ?             |
| 124     | うちゅうにレスキュー                                                        |                                                                        | ?             |
| 125     | あかちゃんランドで だいぼうけん                                             |                                                                        | ?             |
| 126     | スタッフィーの かぞく                                                       |                                                                        | ?             |
| 127     | チリーのとくいなこと                                                        |                                                                        | ?             |
| 128     | きたのくにへ！                                                              |                                                                        | ?             |
| 129     | おおきなマンボー!                                                           |                                                                        | ?             |
| 130     | ふたりのハリー                                                              |                                                                        | ?             |
| 131     | まいごのおもちゃ                                                            |                                                                        | ?             |
| 132-133 | キラキラがいっぱい！                                                        |                                                                        | ?             |
| 134-135 | こおりがとけるひ                                                            |                                                                        | ?             |
| 136     | ドックはおおいそがし                                                        |                                                                        | ?             |

## 制作スタッフ

### 英語版スタッフ
- 制作:Brown Bag Films
- 原作:Chris Nee

### 日本語版スタッフ
- OP:藤田麻美
- 翻訳＆訳詞:春山陽子
- 演出:甲斐樹美子（第1期）、安藤直子（第2期）
- 日本語版製作:ブロードメディア・スタジオ

### 制作
- 日本語制作 :Disney Character Voice International Inc.